# Úpohlavy
Úpohlavy (en allemand : Opolau) est une commune du district de Litoměřice, dans la région d'Ústí nad Labem, en République tchèque. Sa population s'élevait à 255 habitants en 2021.

## Géographie
Úpohlavy se trouve à 11 km au sud-ouest de Litoměřice, à 23 km au sud d'Ústí nad Labem et à 52 km au nord-ouest de Prague.
La commune est limitée par Jenčice et Čížkovice au nord, par Černiv à l'est, par Slatina au sud, par Sedlec au sud-ouest, et par Chodovlice et Třebenice à l'ouest.

## Histoire
La première mention écrite du village date de 1227

## Transports
Par la route, Úpohlavy se trouve à 15 km du centre de Litoměřice, à 28 km d'Ústí nad Labem  et à 67 km de Prague.